# Indiexpo
indiexpo es un sitio de alojamiento exclusivo para videojuegos gratuitos para jugar en un navegador o descargarlos para PC, Linux o MAC, con funciones similares a una red social. La primera versión del sitio se lanzó el 1 de marzo de 2011, solo en Italia, como un espacio virtual para videojuegos independientes desarrollados con Rpg Maker y Game Maker. En 2020, el sitio está traducido a 20 idiomas y alberga juegos de todo tipo y género.

## Historia

### 2011–2015
La primera versión del sitio de indiexpo se lanzó en línea en 2011, con el nombre de freankexpo.net, y se anunció en el principal y más visitado foro italiano de Rpg Maker. La primera versión tenía solo funciones básicas, que incluían un sistema de registro de usuarios y la carga de juegos directamente por parte de sus autores o fanáticos. Su difusión posterior también involucró a otras comunidades italianas de desarrollo de juegos, especialmente en relación con Rpg Maker y Game Maker. El sitio se tradujo rápidamente al inglés en mayo de 2011, al alemán en septiembre del mismo año y al francés y al español al año siguiente. La traducción fue realizada directamente por los primeros jugadores y desarrolladores que comenzaron a usar el sitio.
Durante 2013, el sitio experimentó un crecimiento significativo y se cargaban juegos indie games desarrollados también con otros programas para el desarrollo de juegos, como Unity_3D, Unreal Engine y Construct. La sección principal del sitio era la clasificación, con todos los juegos ordenados según la puntuación asignada por otros usuarios.
Los juegos eran compatibles con cualquier tipo de sistema operativo, y el sitio fue considerado una de las principales plataformas para descargar juegos gratuitos para Linux.

### 2016–actualidad
A principios de 2016, el sitio fue completamente reescrito y renombrado como indiexpo, convirtiéndose en un portal de juegos con muchas nuevas funciones y un diseño completamente nuevo y más moderno.
indiexpo comenzó a aceptar juegos para navegador en HTML5 en febrero, y en marzo se abrió la sección de "eventos". Ese mismo año, en septiembre, se introdujeron nuevas funciones, como la posibilidad de agregar etiquetas para usar en comentarios o descripciones de juegos, nuevas clasificaciones y estadísticas para los juegos.
En agosto, se iniciaron pruebas en un sistema de API, que permitía a todos los desarrolladores crear automáticamente una clasificación en línea para sus propios juegos.
Inspirado por Ready Player One, el sitio organizó cacerías del tesoro en varios juegos, utilizando la nueva función de clasificaciones en línea. En junio, también se introdujo la posibilidad de incrustar un juego en un blog personal o sitio web, con un sistema muy similar al utilizado por YouTube.
En 2017, el sitio también comenzó a ser utilizado por varios desarrolladores famosos que se estaban acercando al mundo de los indie games, como Mario Marquardt, uno de los autores de  Assassin's Creed Chronicles y Pierre Leclerc, un desarrollador de Electronic Arts.
En marzo de 2018, el sitio comenzó a lanzar los primeros juegos en exclusiva temporal, y posteriormente se introdujo y mejoró un algoritmo de aprendizaje automático que recomendaba juegos más adecuados a los jugadores según sus actividades.
El sitio está traducido a 20 idiomas, incluidos idiomas orientales como japonés, chino y coreano, agregados en 2018 y 2019. En 2020, marcando un hito para sitios de este tipo, también se tradujo al persa.

## Funcionalidades

### Machine learning
Indiexpo ha desarrollado un complejo sistema de recomendaciones personalizadas de juegos para jugar, basado en las valoraciones, comentarios y actividades de los jugadores. El sistema de recomendación de indiexpo abarca varios enfoques algorítmicos como el aprendizaje por refuerzo, las redes neuronales, el modelado causal, los modelos gráficos probabilísticos, la factorización de matrices, los conjuntos y los bandits. Cada vez que un usuario registrado accede al sitio, el sistema de recomendaciones estima la probabilidad de que un usuario juegue a un juego específico en función de sus actividades anteriores.

### indiepad
En 2017 se lanzó una aplicación para el sistema Android llamada indiepad, vinculada al sitio, que permitía convertir el teléfono inteligente en un controlador para jugar diversos juegos cargados en indiexpo.
Cuando se inicia un juego compatible, el usuario tiene la opción de escanear el código QR y conectar su teléfono al juego en cuestión. Esta función recibió mucho apoyo de la empresa Scirra, propietaria del motor de juego Construct.
La particularidad de este sistema, para los desarrolladores, es su facilidad de implementación, ya que no es necesario modificar el código del juego, sino que se puede integrar este tipo de gamepad directamente al cargarlo en el sitio.
Es especialmente adecuado para juegos multijugador local, permitiendo la configuración de hasta 4 jugadores.

### indiexpo Doodle
Similar al Google Doodle, indiexpo Doodle es una alteración especial y temporal del logo de indiexpo en la barra de búsqueda del sitio para conmemorar eventos temáticos nerd o relacionados con videojuegos, logros alcanzados y figuras destacadas en la industria de los videojuegos. Por ejemplo, el logo fue modificado durante el último torneo mundial de ajedrez, al inicio de la última temporada de Game_of_Thrones, durante el aniversario de Atari y Pacman, para conmemorar a Ironman en la película Avengers: Endgame y durante la última temporada de Shingeki_no_Kyojin.

### Hashtag
En 2016 se introdujo la posibilidad de etiquetar la descripción de un juego mediante el uso de uno o más hashtags: palabras o combinaciones de palabras concatenadas precedidas por el símbolo de almohadilla ("#"), similar a Twitter. Al etiquetar un mensaje con un hashtag, se crea un enlace hipertextual a todos los juegos recientes que mencionan el mismo hashtag.
De manera similar, "@" (arroba) seguido de un nombre de usuario se utiliza para mencionar o responder a otros usuarios.
Esta función luego se extendió también a los comentarios y actualizaciones de los juegos.

## Campañas Kickstarter
indiexpo nunca ha promovido una campaña kickstarter, pero ha ayudado varias veces a equipos más pequeños a obtener visibilidad y difundir sus iniciativas. Las más relevantes fueron en relación con los juegos Landflix Odyssey, Ayo The Clown, Justin Wack and the Big Time Hack y Freud's Bones.